# Université Mahidol
L'université Mahidol (en thaï : มหาวิทยาลัยมหิดล ; en anglais : Mahidol University ou MU) est une université publique thaïlandaise située à Bangkok, la capitale du pays. Elle porte le nom du Prince Mahidol.

## Anciens étudiants
- Ngamta Thamwattana, mathématiques.